# 阿伊努河
阿伊努河（俄语：Река Айнская）或来知志川（日语：／，羅馬化：Reka Raitisi）是萨哈林州的河流，长79公里，流域面积1330平方公里，在克拉斯诺戈尔斯克村注入阿伊努湖。俄名以当地土著阿伊努人命名。克拉斯诺戈尔卡河（珍内川）、沼泽河、新阿伊努河、洛帕京卡河、格林卡河、静河、基辅卡河和斯塔罗金河注入。